# Ouvrage du Col-de-Crous
L'ouvrage du Col-de-Crous est une fortification faisant partie de la ligne Maginot, situé entre 2 180 m et 2 220 m d'altitude, de part et d'autre du col de Crous (2 202 m), sur la commune de Péone dans le département des Alpes-Maritimes.
Il s'agit d'un petit ouvrage d'infanterie servant d'abri actif, construit sur la « position de résistance » en arrière de la ligne d'avant-poste dans le secteur fortifié des Alpes-Maritimes.

## Description
L'ouvrage est installé sur l'ubac et l'adret du col de Crous, situé à 2 202 mètres d'altitude, assurant le passage entre la vallée du Tuébi avec Péone au sud et le vallon de Roya et donc la vallée de la Tinée au nord.

### Position sur la ligne
Les fortifications françaises construites le long des frontières orientales de la mer du Nord jusqu'à la mer Méditerranée dans les années 1930, surnommées la « ligne Maginot », étaient organisées en 24 secteurs, eux-mêmes subdivisés hiérarchiquement en plusieurs sous-secteurs et quartiers. L'ouvrage du Col-de-Crous était situé dans la partie la plus au nord du secteur fortifié des Alpes-Maritimes formant le quartier du Haut-Var. Dans ce secteur, le relief du massif du Mercantour favorise énormément le défenseur, avec deux barrières montagneuses entre la vallée de la Stura (côté italien) et la vallée du Haut-Var (côté français) : la première ligne de crêtes (qui culmine au mont Ténibre à 3 031 mètres d'altitude) que suit la frontière franco-italienne n'est franchissable que par deux sentiers muletiers ; la seconde barrière est à 15 km plus au sud, culminant au mont Mounier (2 817 m). Entre les deux, la Tinée a creusé une vallée orientée du nord-ouest au sud-est.
Les défenses du quartier du Haut-Var étaient organisées en profondeur : la première série se trouvait dans la haute-vallée de la Tinée, composée des petits points d'appui tenus par les sections d'éclaireurs-skieurs (SES) ainsi que de l'avant-poste de Saint-Dalmas-le-Selvage (le seul du quartier). La seconde série devait être composée de trois ouvrages bétonnés servant d'« abris actifs » bloquant le passage par les cols de Gialorgues (44° 13′ 22″ N, 6° 48′ 31″ E), de Pal (44° 11′ 35″ N, 6° 50′ 36″ E) et de Crous : les deux premiers furent remplacés par de simples abris en tôle métro, et le troisième fut inachevé. Enfin, encore un peu plus en arrière, étaient implantées les positions de tir de l'artillerie de position, les postes de commandement, les dépôts de munitions, les casernements, etc.
Le petit ouvrage avait pour mission d'arrêter les assaillants italiens éventuels qui, venus du col de la Lombarde et du vallon de Chastillon (en territoire italien de 1860 à 1947), se seraient d'abord emparés d'Isola et de son avant-poste avant de remonter la Tinée puis le vallon de Roya jusqu'au col de Crous pour, ensuite, occuper Péone et, de là, le reste du Haut-Var avec Guillaumes et la haute vallée du Cians avec Beuil.

### Composition
Comme tous les autres ouvrages de la ligne Maginot, celui du Col-de-Crous est conçu pour résister à un bombardement d'obus de gros calibre. Les organes de soutien sont donc aménagés en souterrain, creusés sous plusieurs mètres de roche, tandis que les organes de combat, dispersés en surface sous forme de blocs, sont protégés par d'épais cuirassements en acier et des couches de béton armé. Les installations souterraines abritaient un casernement pour l'équipage, un système de ventilation, une cuisine, un poste de secours, des latrines, des lavabos, un petit stock de munitions, un stock de vivres, une usine (mais le petit groupe électrogène n'a pas été installé), ainsi que des réservoirs d'eau.

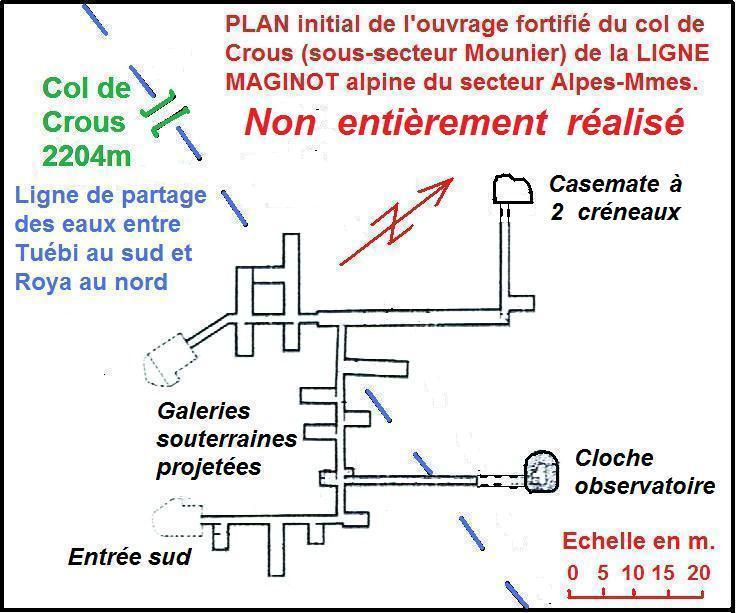

Initialement prévu avec quatre blocs, le petit ouvrage est constitué de deux blocs sur l'ubac et d'une entrée en « tôle métro » (aujourd'hui écrasé par un éboulement) sur l'adret du col :
- bloc 1 : entrée nord-ouest non réalisée ;
- bloc 2, partiellement réalisé : entrée sud-est mixte (hommes, matériels et munitions) protégée par un simple abri en « tôle métro » ;
- bloc 3 : un observatoire sans sa cloche d'observation (le cuirassement n'a pas été installé) ;
- bloc 4 : une casemate à deux créneaux pour jumelage de mitrailleuses (deux MAC 1931 F montées ensemble, tirant alternativement pour permettre le refroidissement des tubes) protégés par une trémie blindée et étanche (pour la protection contre les gaz de combat).

Les mitrailleuses de l'ouvrage tirent la cartouche de 7,5 mm à balle lourde (modèle 1933 D de 12,35 g au lieu de 9 g pour la modèle 1929 C). Pour la mitrailleuse MAC modèle 1931 F, la portée maximale avec cette balle (Vo = 694 m/s) est théoriquement de 4 900 mètres (sous un angle de 45°, mais la trémie limite le pointage en élévation à 15°), la hausse est graduée jusqu'à 2 400 mètres et la portée utile est plutôt de 1 200 mètres. Les chargeurs circulaires pour cette mitrailleuse sont de 150 cartouches chacun. La cadence de tir théorique est de 750 coups par minute, mais elle est limitée à 450 (tir de barrage, avec trois chargeurs en une minute), 150 (tir de neutralisation et d'interdiction, un chargeur par minute) ou 50 coups par minute (tir de harcèlement, le tiers d'un chargeur). Le refroidissement des tubes est accéléré par un pulvérisateur à eau ou par immersion dans un bac.

## Histoire

### Construction
Le projet date de 1932, modifié en 1933. Le petit ouvrage a été construit de 1932 à 1939 par la main-d'œuvre militaire (MOM), plus précisément par un détachement du 27e régiment de tirailleurs algériens (en garnison à Avignon) sous la supervision du personnel du 7e régiment du génie.
Mais les conditions climatiques en haute-altitude, le manque de moyens et le caractère non-prioritaire du chantier retardent l'avancement des travaux. En juin 1940, les combats contre les Italiens annulent tous les travaux prévus pour la saison estivale.

### Les combats
Le petit ouvrage n'a pas participé directement aux combats de 1940 car les militaires italiens ont été arrêtés à Isola et sur la rive gauche (est) de la haute Tinée.

### État actuel
Les installations du petit ouvrage du Col-de-Crous et le camp de Peira-Grossa sont actuellement à l'état d'abandon.